# Stéphane Chapuisat
Stéphane Chapuisat (Lausana, 28 de juny de 1969) és un exfutbolista professional suís que va jugar com a davanter en diversos clubs europeus, el seu darrer equip va ser el Lausanne-Sports. Amb el Borussia de Dortmund va jugar més de 200 partits en la Bundesliga i va marcar més de 100 gols.
Amb la selecció Suïssa va disputar la Copa del món de 1994 i les Eurocopes del 1996 i el 2004.

## Trajectòria
Nascut a Lausana, Chapuisat va començar la seua carrera professional amb el Lausanne-Sports de la seua ciutat natal. El gener de 1991 va fitxar pel Bayer Uerdingen de la Bundesliga i aquell mateix estiu del 1991 va fitxar pel potent Borussia Dortmund.
En la seua primera temporada amb el Dortmund, Chapuisat va marcar 20 gols a la Bundesliga. Va continuar amb l'equip miner fins al 1999, on va aconseguir diferents títols nacionals i internacionals, on hi destaca la Lliga de Campions 1996-97.
Posteriorment, Chapuisat va ser traspassat al Grasshoper, on hi va jugar tres temporades. El 2002 va fitxar per un altre equip suís, el Young Boys. Finalment, abans d'acabar la seua carrera professional, Chapuisat va tornar a l'equip on havia començat, el Lausanne-Sports.
El 2004, Chapuisat va ser elegit com a Golden Player suís per l'federació suïssa.

## Selecció suïssa
Chapuisat va marcar 21 gols en 103 partits amb la selecció suïssa. El seu darrer partit va contra la selecció anglesa a Coïmbra durant l'Eurocopa del 2004.

## Palmarès
Borussia Dortmund
- Bundesliga: 1994–95, 1995–96
- DFB-Supercopa: 1995, 1996
- UEFA Champions League: 1996–97
- Copa Intercontinental de futbol: 1997

Grasshoppers
- Swiss Super League: 2000–01